# 48. Międzynarodowy Festiwal Filmowy w Cannes
48. Międzynarodowy Festiwal Filmowy w Cannes odbył się w dniach 17−28 maja 1995 roku. Imprezę otworzył pokaz francuskiego filmu Miasto zaginionych dzieci w reżyserii Marka Caro i Jean-Pierre’a Jeuneta. W konkursie głównym zaprezentowane zostały 24 filmy pochodzące z 14 różnych krajów.
Jury pod przewodnictwem francuskiej aktorki Jeanne Moreau przyznało nagrodę główną festiwalu, Złotą Palmę, jugosłowiańskiemu filmowi Underground w reżyserii Emira Kusturicy. Drugą nagrodę w konkursie głównym, Grand Prix, przyznano greckiemu obrazowi Spojrzenie Odyseusza w reżyserii Theo Angelopoulosa.
Galę otwarcia i zamknięcia festiwalu prowadziła francuska aktorka Carole Bouquet.

## Członkowie jury

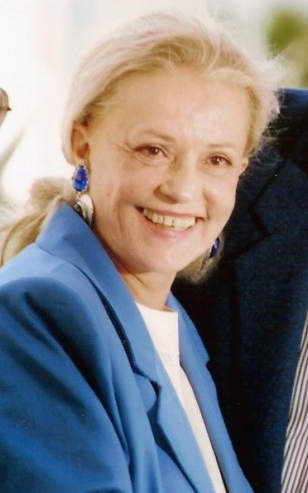
Przewodnicząca jury konkursu głównego Jeanne Moreau.

### Konkurs główny
- Jeanne Moreau, francuska aktorka − przewodnicząca jury[5]
- Gianni Amelio, włoski reżyser
- Jean-Claude Brialy, francuski aktor
- Emilio García Riera, meksykański historyk kina
- Nadine Gordimer, południowoafrykańska pisarka
- Gaston Kaboré, burkiński reżyser
- Michèle Ray-Gavras, francuska producentka filmowa
- Philippe Rousselot, francuski operator filmowy
- John Waters, amerykański reżyser
- Maria Zwieriewa, rosyjska scenarzystka

### Złota Kamera – debiuty reżyserskie
- Michel Deville, francuski reżyser − przewodniczący jury
- Alberto Barbera, dyrektor Museo Nazionale del Cinema w Turynie
- Didier Beaudet, francuski realizator dźwięku
- N.T. Binh, francuski reżyser
- Michel Demopoulos, grecki krytyk filmowy
- István Gaál, węgierski reżyser
- Caroline Million-Rousseau, francuska miłośniczka kina

## Selekcja oficjalna

### Otwarcie i zamknięcie festiwalu
|             | Tytuł                     | Reżyseria                      | Kraj produkcji    |
| ----------- | ------------------------- | ------------------------------ | ----------------- |
| Otwierający | Miasto zaginionych dzieci | Marc Caro i Jean-Pierre Jeunet | Francja           |
| Zamykający  | Szybcy i martwi           | Sam Raimi                      | Stany Zjednoczone |

### Konkurs główny
Następujące filmy zostały wyselekcjonowane do udziału w konkursie głównym o Złotą Palmę:
| Tytuł polski                             | Tytuł oryginalny                                  | Reżyseria                      | Kraj produkcji    |
| ---------------------------------------- | ------------------------------------------------- | ------------------------------ | ----------------- |
| Natarczywa miłość                        | L'amore molesto                                   | Mario Martone                  | Włochy            |
| Anioły i owady                           | Angels and Insects                                | Philip Haas                    | Wielka Brytania   |
| Między złem a głębokim błękitnym oceanem | Between the Devil and the Deep Blue Sea           | Marion Hänsel                  | Belgia            |
| Ucieczka z Rangunu                       | Beyond Rangoon                                    | John Boorman                   | Stany Zjednoczone |
| Carrington                               | Carrington                                        | Christopher Hampton            | Wielka Brytania   |
| Miasto zaginionych dzieci                | La cité des enfants perdus                        | Marc Caro i Jean-Pierre Jeunet | Francja           |
| Klasztor                                 | O Convento                                        | Manoel de Oliveira             | Portugalia        |
| Truposz                                  | Dead Man                                          | Jim Jarmusch                   | Stany Zjednoczone |
| Ed Wood                                  | Ed Wood                                           | Tim Burton                     | Stany Zjednoczone |
| Nienawiść                                | La haine                                          | Mathieu Kassovitz              | Francja           |
| Dobry mężczyzna, dobra kobieta           | 好男好女 Hao nan hao nu                           | Hou Hsiao-hsien                | Tajwan            |
| Opowieści z Kronen                       | Historias del Kronen                              | Montxo Armendáriz              | Hiszpania         |
| Jefferson w Paryżu                       | Jefferson in Paris                                | James Ivory                    | Stany Zjednoczone |
| Dzieciaki                                | Kids                                              | Larry Clark                    | Stany Zjednoczone |
| Ziemia i wolność                         | Land and Freedom                                  | Ken Loach                      | Wielka Brytania   |
| Szaleństwo króla Jerzego                 | The Madness of King George                        | Nicholas Hytner                | Wielka Brytania   |
| Neonowa biblia                           | The Neon Bible                                    | Terence Davies                 | Wielka Brytania   |
| Pamiętaj, że umrzesz                     | N'oublie pas que tu vas mourir                    | Xavier Beauvois                | Francja           |
| Ślimaki senatora                         | Senatorul melcilor                                | Mircea Daneliuc                | Rumunia           |
| Sharaku                                  | 写楽 Sharaku                                      | Masahiro Shinoda               | Japonia           |
| Underground                              | Underground                                       | Emir Kusturica                 | Jugosławia        |
| Spojrzenie Odyseusza                     | Το βλέμμα του Οδυσσέα To vlemma tou Odyssea       | Teo Angelopoulos               | Grecja            |
| Waati                                    | Waati                                             | Souleymane Cissé               | Mali              |
| Szanghajska triada                       | 搖啊搖，搖到外婆橋 Yao a yao, yao dao wai po qiao | Zhang Yimou                    | Chiny             |

### Pokazy pozakonkursowe
Następujące filmy zostały wyświetlone na festiwalu w ramach pokazów pozakonkursowych:
| Tytuł polski      | Tytuł oryginalny       | Reżyseria        | Kraj produkcji    |
| ----------------- | ---------------------- | ---------------- | ----------------- |
| Desperado         | Desperado              | Robert Rodriguez | Stany Zjednoczone |
| Pocałunek śmierci | Kiss of Death          | Barbet Schroeder | Stany Zjednoczone |
| Szybcy i martwi   | The Quick and the Dead | Sam Raimi        | Stany Zjednoczone |
| Za wszelką cenę   | To Die For             | Gus Van Sant     | Stany Zjednoczone |
| Podejrzani        | The Usual Suspects     | Bryan Singer     | Stany Zjednoczone |

### Sekcja „Un Certain Regard”
Następujące filmy zostały wyświetlone na festiwalu w ramach sekcji "Un Certain Regard":

#### Filmy fabularne
| Tytuł polski                                        | Tytuł oryginalny                                           | Reżyseria                         | Kraj produkcji     |
| --------------------------------------------------- | ---------------------------------------------------------- | --------------------------------- | ------------------ |
| Augustin                                            | Augustin                                                   | Anne Fontaine                     | Francja            |
| Bye-Bye                                             | Bye-Bye                                                    | Karim Dridi                       | Francja            |
| Operacja Bekon                                      | Canadian Bacon                                             | Michael Moore                     | Stany Zjednoczone  |
| O Angliku, który wszedł na wzgórze, a zszedł z góry | The Englishman Who Went Up a Hill But Came Down a Mountain | Christopher Monger                | Wielka Brytania    |
| W konarach drzew                                    | עץ הדומים תפוס Etz Hadomim Tafus                           | Eli Cohen                         | Izrael             |
| Georgia                                             | Georgia                                                    | Ulu Grosbard                      | Stany Zjednoczone  |
| Haramuya                                            | Haramuya                                                   | Drissa Toure                      | Burkina Faso       |
| Cienie tęczy                                        | ଇନ୍ଦ୍ରଧନୁର ଛାଇ Indradhanura Chhai                              | Susant Misra                      | Indie              |
| Podpalacz                                           | Kaki Bakar                                                 | U-Wei Haji Saari                  | Federacja Malajska |
| Lisbon Story                                        | Lisbon Story                                               | Wim Wenders                       | Niemcy             |
| Małpie dziecko                                      | 猴三儿 The Monkey Kid                                      | Wang Xiao-Yen                     | Chiny              |
| Muzyka na grudzień                                  | Музыка для декабря Muzyka dlia diekabria                   | Iwan Dychowicznyj                 | Rosja              |
| Czas miłości                                        | نوبت عاشقي Nobat e Asheghi                                 | Mohsen Makhmalbaf                 | Iran               |
| Najpiękniejszy wiek                                 | Le plus bel âge...                                         | Didier Haudepin                   | Francja            |
| The Poison Tasters                                  | The Poison Tasters                                         | Ulrik Theer                       | Stany Zjednoczone  |
| Spotkanie o zmierzchu                               | 人约黄昏后 Ren yue huang hun                               | Chen Yi Fei                       | Hongkong           |
| Wydział                                             | A részleg                                                  | Péter Gothár                      | Węgry              |
| Rude                                                | Rude                                                       | Clement Virgo                     | Kanada             |
| Witaj, kino                                         | سلام سینم Salam Cinema                                     | Mohsen Makhmalbaf                 | Iran               |
| Czas podróży                                        | Tempo di viaggio                                           | Tonino Guerra i Andriej Tarkowski | Włochy             |
| Rzeczy, które robisz w Denver, będąc martwym        | Things to Do in Denver When You're Dead                    | Gary Fleder                       | Stany Zjednoczone  |
| Rodzinka z piekła rodem                             | Unstrung Heroes                                            | Diane Keaton                      | Stany Zjednoczone  |

#### Filmy krótkometrażowe
| Tytuł polski                    | Tytuł oryginalny                          | Reżyseria           | Kraj produkcji  |
| ------------------------------- | ----------------------------------------- | ------------------- | --------------- |
| Świt na opak                    | L'aube à l'envers                         | Sophie Marceau      | Francja         |
| Lessons in the Language of Love | Lessons in the Language of Love           | Scott Patterson     | Australia       |
| Lew z siwą brodą                | Лев с седой бородой Liew s siedoj borodoj | Andriej Chrżanowski | Rosja           |
| Dwie kąpiące się                | Two Nudes Bathing                         | John Boorman        | Wielka Brytania |

## Laureaci nagród

### Konkurs główny
Złota Palma

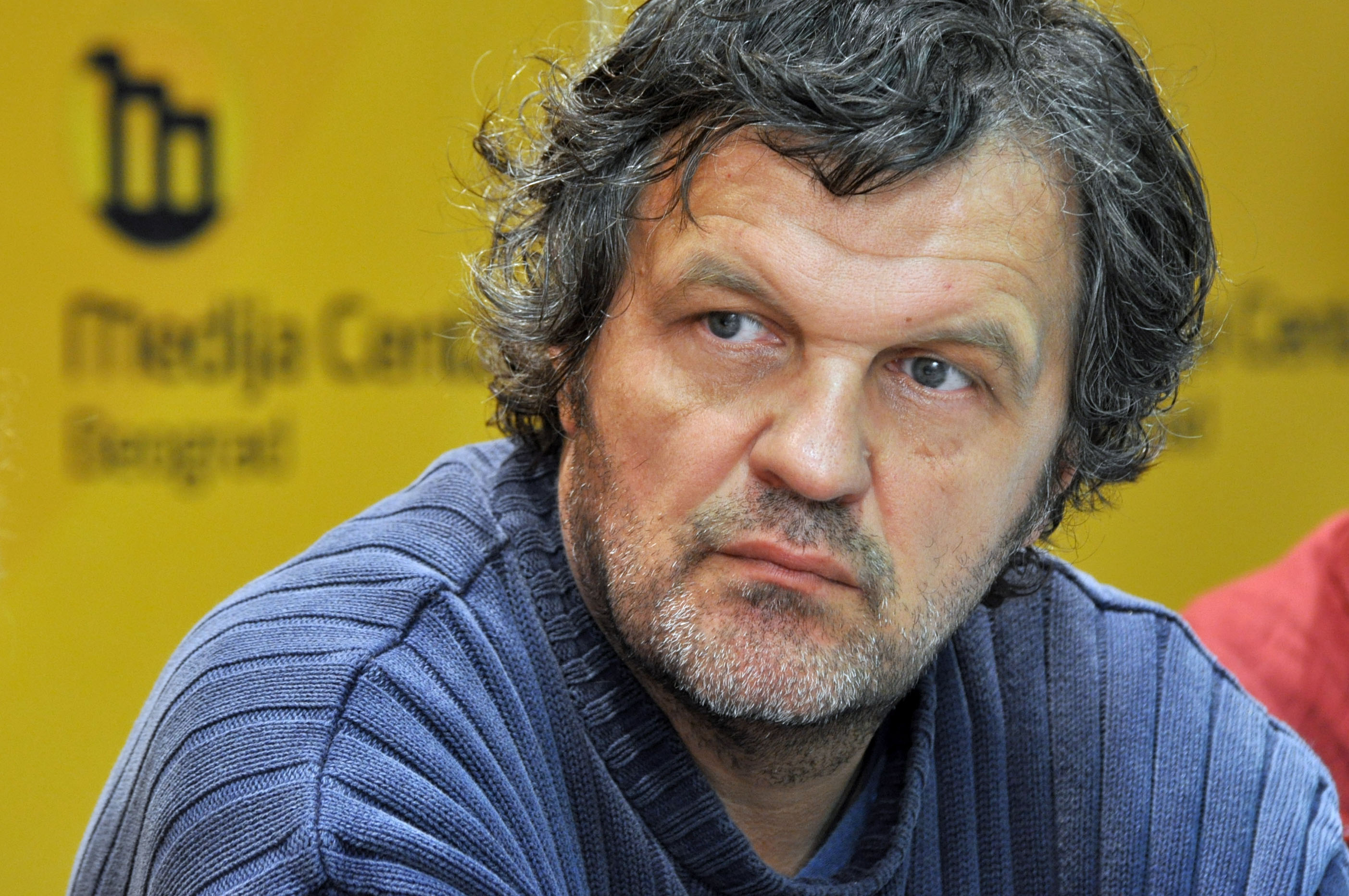
Emir Kusturica, zdobywca Złotej Palmy.

- Underground, reż. Emir Kusturica

Grand Prix
- Spojrzenie Odyseusza, reż. Teo Angelopoulos

Nagroda Jury
- Pamiętaj, że umrzesz, reż. Xavier Beauvois

Najlepsza reżyseria
- Mathieu Kassovitz − Nienawiść

Najlepsza aktorka
- Helen Mirren − Szaleństwo króla Jerzego

Najlepszy aktor
- Jonathan Pryce − Carrington

Nagroda Specjalna Jury
- Carrington, reż. Christopher Hampton

### Konkurs filmów krótkometrażowych
Złota Palma dla najlepszego filmu krótkometrażowego
- Gagarin, reż. Aleksiej Charitidi

Nagroda Jury dla najlepszego filmu krótkometrażowego
- Swinger, reż. Gregor Jordan

### Wybrane pozostałe nagrody

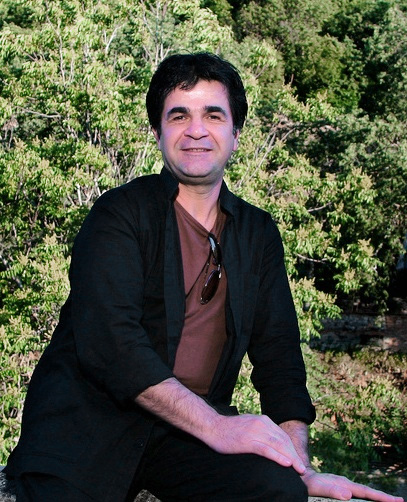
Zdobywca Złotej Kamery Dżafar Panahi.

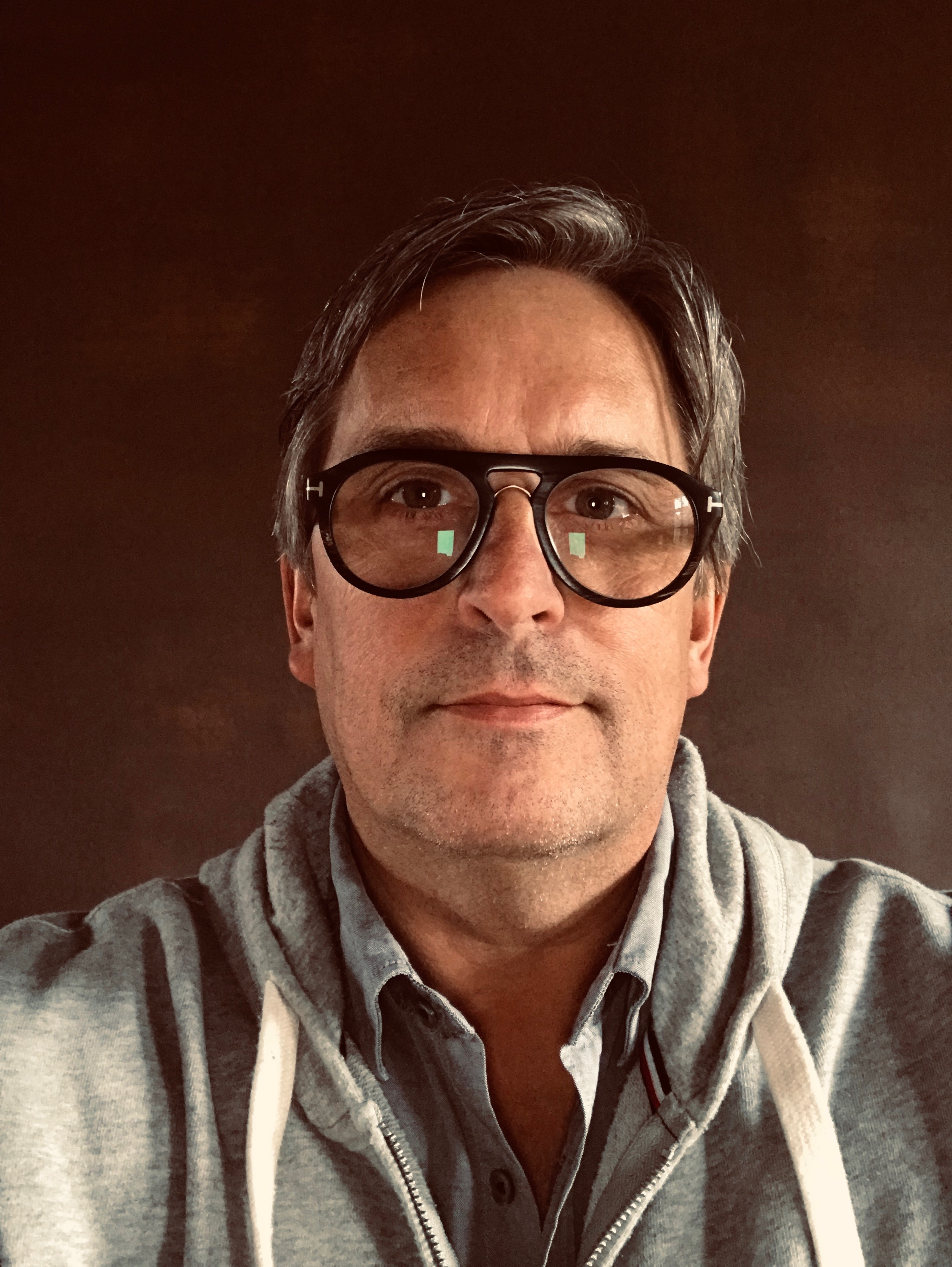
Nagrodzony reżyser Frank Van Passel.

Złota Kamera za najlepszy debiut reżyserski
- Biały balonik, reż. Dżafar Panahi
  - Wyróżnienie:  Tu mówi Denise, reż. Hal Salwen

Nagroda Główna w sekcji „Międzynarodowy Tydzień Krytyki”
- Manneken Pis, reż. Frank Van Passel

Nagroda FIPRESCI
- Konkurs główny:  Spojrzenie Odyseusza, reż. Teo Angelopoulos /  Ziemia i wolność, reż. Ken Loach
- Sekcja "Quinzaine des Réalisateurs":  Biały balonik, reż. Dżafar Panahi

Nagroda Jury Ekumenicznego
- Ziemia i wolność, reż. Ken Loach
  - Wyróżnienie:  Między złem a głębokim błękitnym oceanem, reż. Marion Hänsel

Wielka Nagroda Techniczna
- Lü Yue za zdjęcia do filmu Szanghajska triada

Nagroda Młodych
- Najlepszy film zagraniczny:  Manneken Pis, reż. Frank Van Passel
- Najlepszy film francuski:  Bye-Bye, reż. Karim Dridi